# 최연숙 (1968년)
최연숙(崔連淑, 1968년 3월 7일~)은 대한민국의 정치인이다. 당진시의원을 역임했다.

## 학력
- 순천향대학원 졸업
- 한서대 대학원 평생교육과 박사 과정 수료

## 경력
- 한국여성유권자연맹 충남도 회장
- 당진시 여성포럼 대표
- 제3대 당진시의회 전반기 총무위원회 부위원장
- 더불어민주당 충남도당 윤리심의위원
- 평생교육협의회 위원(당진시)
- 당진시교육청 미래기획위원
- 충남성별영향평가 위원
- 제3대 당진시의회 후반기 총무위원장

## 역대 선거 결과
|  | 26.33% |

|  | 25.9% |